# Білокуракинська волость
Білокуракінська волость — історична адміністративно-територіальна одиниця Старобільського повіту Харківської губернії із центром у слободі Білокуракине.
Станом на 1885 рік складалася з 6 поселень, 8 сільських громад. Населення — 10 524 особи (5205 чоловічої статі та 5319 — жіночої), 959 дворових господарств.
|                     | Площа, десятин | У тому числі орної, дес. |
| ------------------- | -------------- | ------------------------ |
| Сільських громад    | 25987          | 22321                    |
| Приватної власності | —              | —                        |
| Казенної власності  | —              | —                        |
| Іншої власності     | 297            | 297                      |
| Загалом             | 26284          | 22618                    |

Основні поселення волості станом на 1885:
- Білокуракине — колишня державна слобода при річці Біла за 30 верст від повітового міста, 5431 особа, 834 дворових господарств, православна церква, школа, постоялий двір, 9 лавок, базари по неділях.
- Дем'янівка — колишня державна слобода, 773 особи, 272 дворових господарства, православна церква.
- Єремин — колишній державний хутір, 541 особа, 76 дворових господарств.
- Лизине — колишнє державне село, 1032 особи, 147 дворових господарств, православна церква.
- Луб'янка — колишній державний хутір при річці Біла, 1102 особи, 150 дворових господарств.
- Шапарське (Богородичне) — колишнє державне село, 844 особи, 126 дворових господарств, православна церква.

Найбільші поселення волості станом на 1914 рік:
- слобода Перше Білокуракине — 7882 мешканці;
- слобода Лизине — 1648 мешканців;
- слобода Луб'янка — 1950 мешканців;
- хутір Шапарський — 1238 мешканців.

Старшиною волості був Григорій Євтіфійович Токаренко, волосним писарем — Андрій Гавролович Ковтун, головою волосного суду — Юхим Григорович Лубенець.